# Jean Daigle
Pour les articles homonymes, voir Daigle.
 (octobre 2021).
Si vous disposez d'ouvrages ou d'articles de référence ou si vous connaissez des sites web de qualité traitant du thème abordé ici, merci de compléter l'article en donnant les références utiles à sa vérifiabilité et en les liant à la section « Notes et références ».
Jean Daigle est un dramaturge et un peintre québécois né le 15 novembre 1925 et décédé à Montréal le 9 octobre 2021. 

## Biographie
Jean Daigle a eu une carrière multidimensionnelle. Après avoir suivi des cours chez Sita Riddez et au Conservatoire d'art dramatique, avec Jean Doat, Jean Daigle a joué dans de nombreuses productions théâtrales, radiophoniques et télévisuelles entre 1949 et 1965, notamment pour le Théâtre du Nouveau Monde, le Théâtre du Rideau Vert, le Théâtre-Club et la Société Radio-Canada.  
Il quitte peu à peu son métier de comédien pour se consacrer à la rédaction de textes pour Radio-Canada et Télé-Métropole. En tant que dramaturge, il écrit de nombreuses œuvres pour la scène, la radio et également pour la télévision. Ses textes sont parus chez les Éditions du Noroît et chez les Éditions Carte blanche.   
En 1968, il débute dans la peinture, à laquelle il se consacrera pour le reste de sa vie. Sa carrière d'animateur, d'auteur, de peintre et d'illustrateur s'inspire de toutes ces expériences.        
Parmi ses œuvres littéraires les plus marquantes : Coup de sang (1976), La Débâcle (1979), Le Jugement dernier (1979) et Le mal à l’âme (1980) et la trilogie des pièces Le Paradis à la fin de vos jours! (1985), Au septième ciel (1986) et Les Anges cornus (1988).
Il meurt le 9 octobre 2021 à Montréal, alors âgé de 95 ans.

### Théâtre
- Coup de sang, avec 7 illustrations de Charles Lemay, Saint-Lambert, Éditions du Noroît, 1976, 94 p.  (ISBN 9780885240159)
- La débâcle, Illustrations de Jacques Barbeau, Saint-Lambert, Éditions du Noroît, 1979, 84 p.  (ISBN 9782890180352)
- Le jugement dernier, Avec 9 illustrations de Charles Lemay, Saint-Lambert, Éditions du Noroît, 1979, 89 p.  (ISBN 9782890180376)
- Le mal à l’âme. Avec reproduction d’un tableau de l’auteur.  Saint-Lambert, Éditions du Noroît, 1980, 93 p.  (ISBN 9782890180451)
- Le paradis à la fin de vos jours! : comédie, Saint-Lambert, Éditions du Noroît, 1985, 104 p.  (ISBN 9782890181168)
- Au septième ciel : comédie. Avec une représentation d’un tableau de l’auteur, Saint-Lambert, Éditions du Noroît, 1986, 93 p.  (ISBN 9782890181304)
- Les anges cornus, Saint-Lambert, Éditions du Noroît, 1988, 103 p.  (ISBN 9782890181564)
- L’heure mauve, Illustration Ozias Leduc, Saint-Lambert, Éditions du Noroît, 1989, 93 p.  (ISBN 9782890181854)
- La Grand'demande, Saint-Hippolyte, Éditions du Noroît, 1994, 96 p.  (ISBN 9782890182837)
- L’heure dorée, Outremont, Éditions Carte blanche, 1998, 95 p.  (ISBN 9782922291148)
- Colette et Sido: une conversation; Verlaine et Rimbaud : l'époux infernal et la vierge folle, Outremont, Éditions Carte blanche, 2000, livre en format tête-bêche, 89 p., 61 p.  (ISBN 9782922291490)
- Le Regard du miroir : Mère et fille, suivi de Père et fils, Outremont, Éditions Carte blanche, 2001, 130 p.  (ISBN 9782922291889)
- Le rendez-vous; La blessure, Outremont, Éditions Carte blanche, 2004, 121 p.  (ISBN 9782895900313)
- Le linge sale, Avec 10 illustrations de Charles Lemay. Saint-Lambert, Éditions du Noroît, 2005, 87 p.  (ISBN 9782890185890)
- Madame et Monsieur Gabrielle Roy, Outremont, Éditions Carte blanche, 2010, 79 p.  (ISBN 9782895901525)

### Récits
- Un livre d’histoires, Éditions Triptyque, 1996, 105 p.  (ISBN 9782890312371)

### Autres contributions
- Les Girouettes, scénario de Jean Daigle.  Série télévisée québécoise en 74 épisodes de 26 minutes qui a été diffusée à la télévision entre le 15 septembre 1981 et le 10 mai 1983 à Radio-Canada.
- « À bas le mariage », texte de Jean Daigle.  Théâtre de la fenière, 32e saison, du 20 juin au 30 juillet 1989.
- « Bons parents, méchants enfants », texte de Jean Daigle. Théâtre de la fenière, 33e saison, été 1990.